# Molen van Altenbroek
Het Molen van Altenbroek, Molen van Altembrouck of Molenhoeve (later Huis Born) was een watermolen op de Noor in 's-Gravenvoeren in de Voerstreek, Belgisch Limburg. De watermolen ligt aan de straat Weg op Altembrouck ten noorden buiten het dorp ten noordwesten van het kasteel Altembrouck.
De boerderij Molenhoeve was de watermolen van het kasteeldomein. De hoeve heeft geen waterrad en geen binnenwerk meer en is in gebruik als vakantieverblijf met de naam Huis Born.
De molen was een bovenslagmolen en in gebruik als korenmolen.

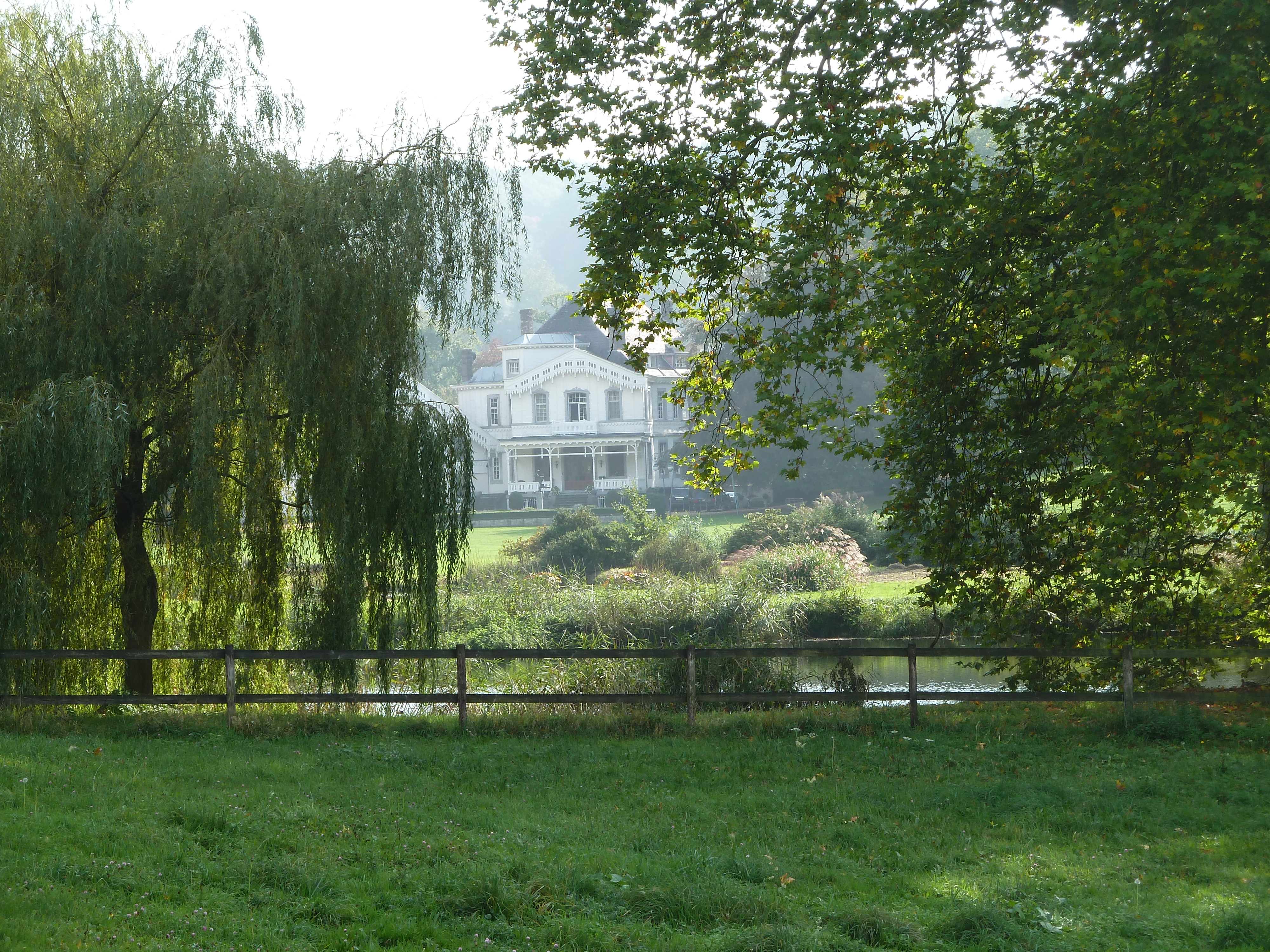
Kasteel bij de molen
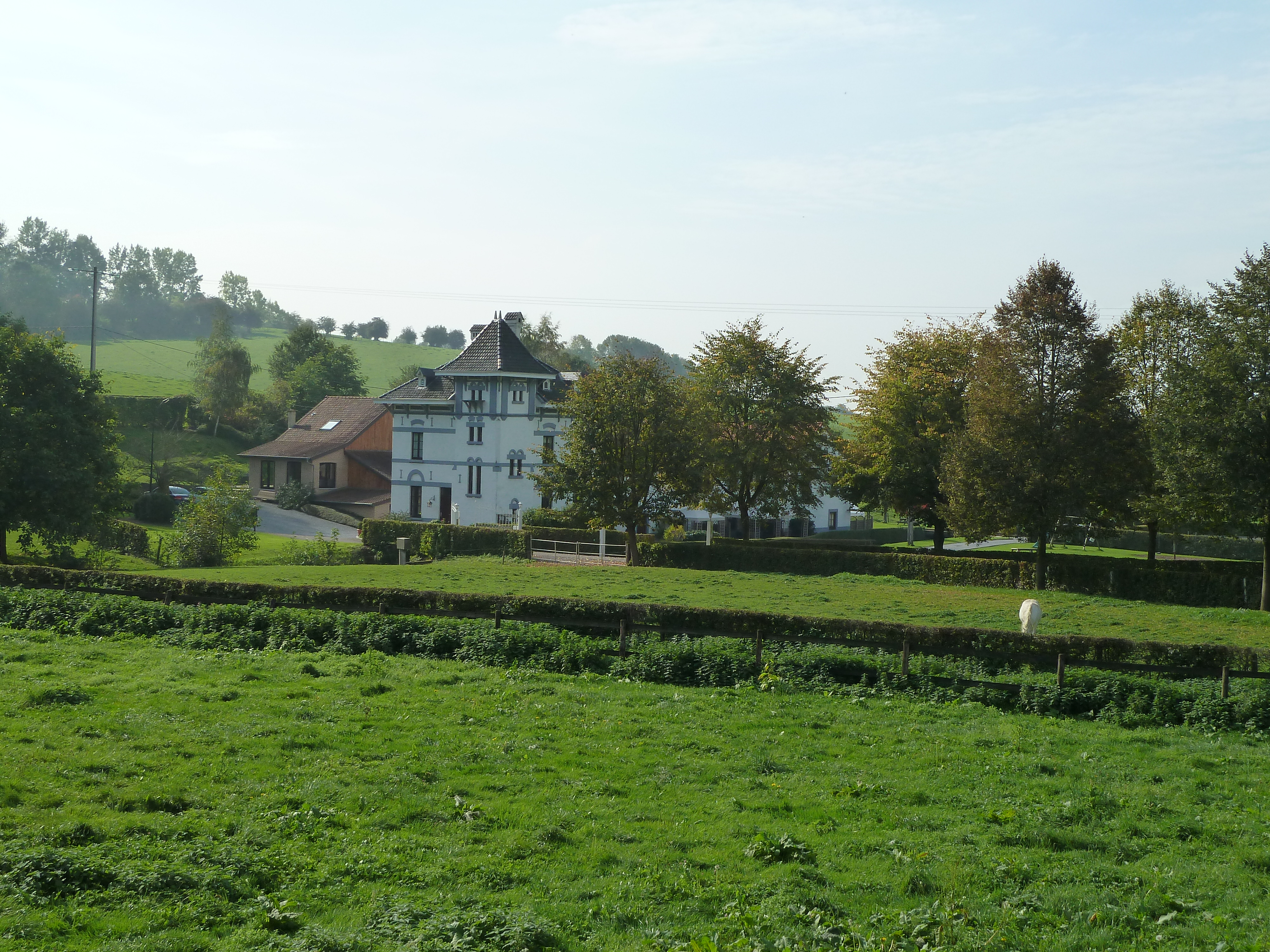
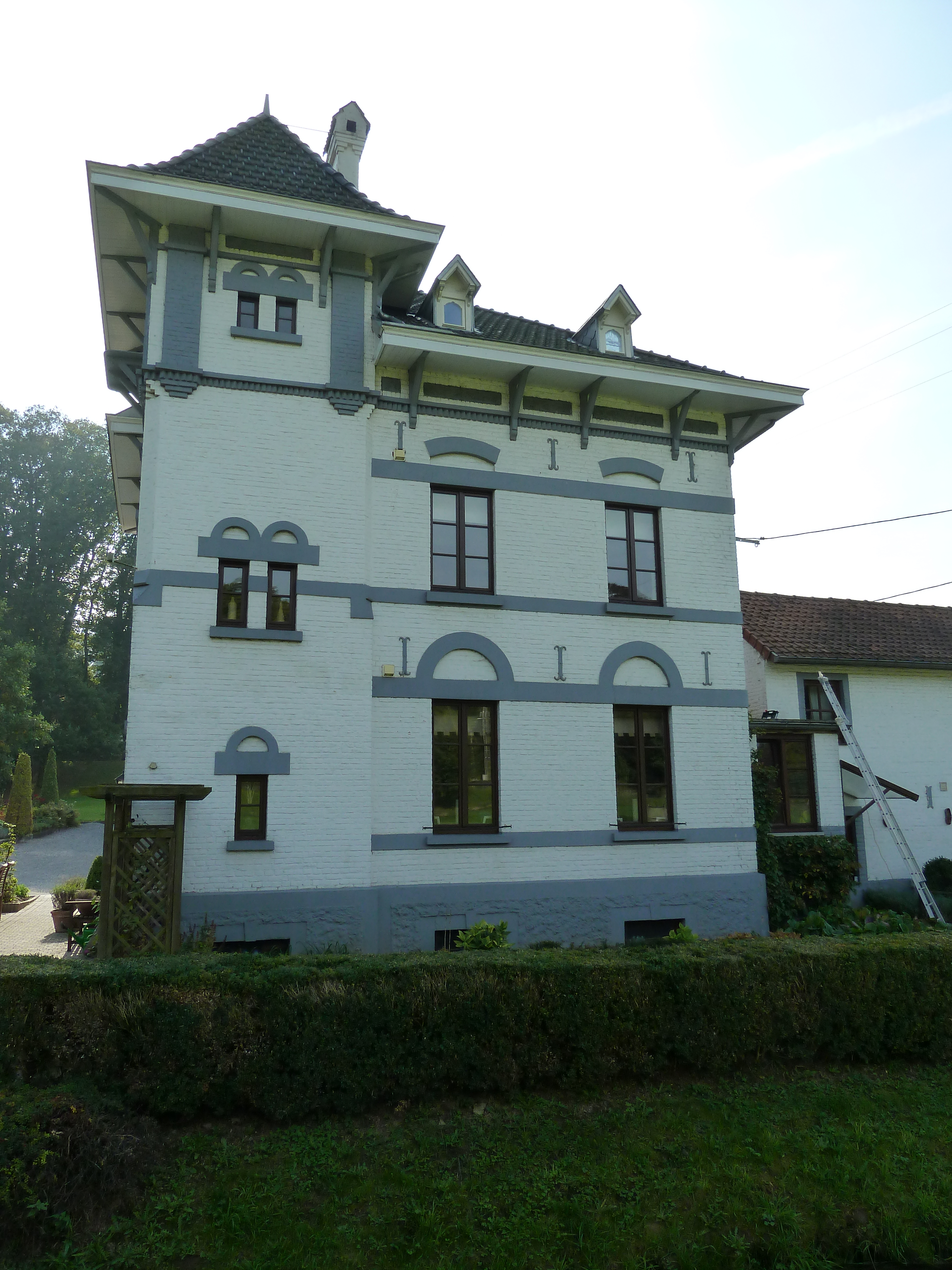
Hoekgebouw molenhoeve

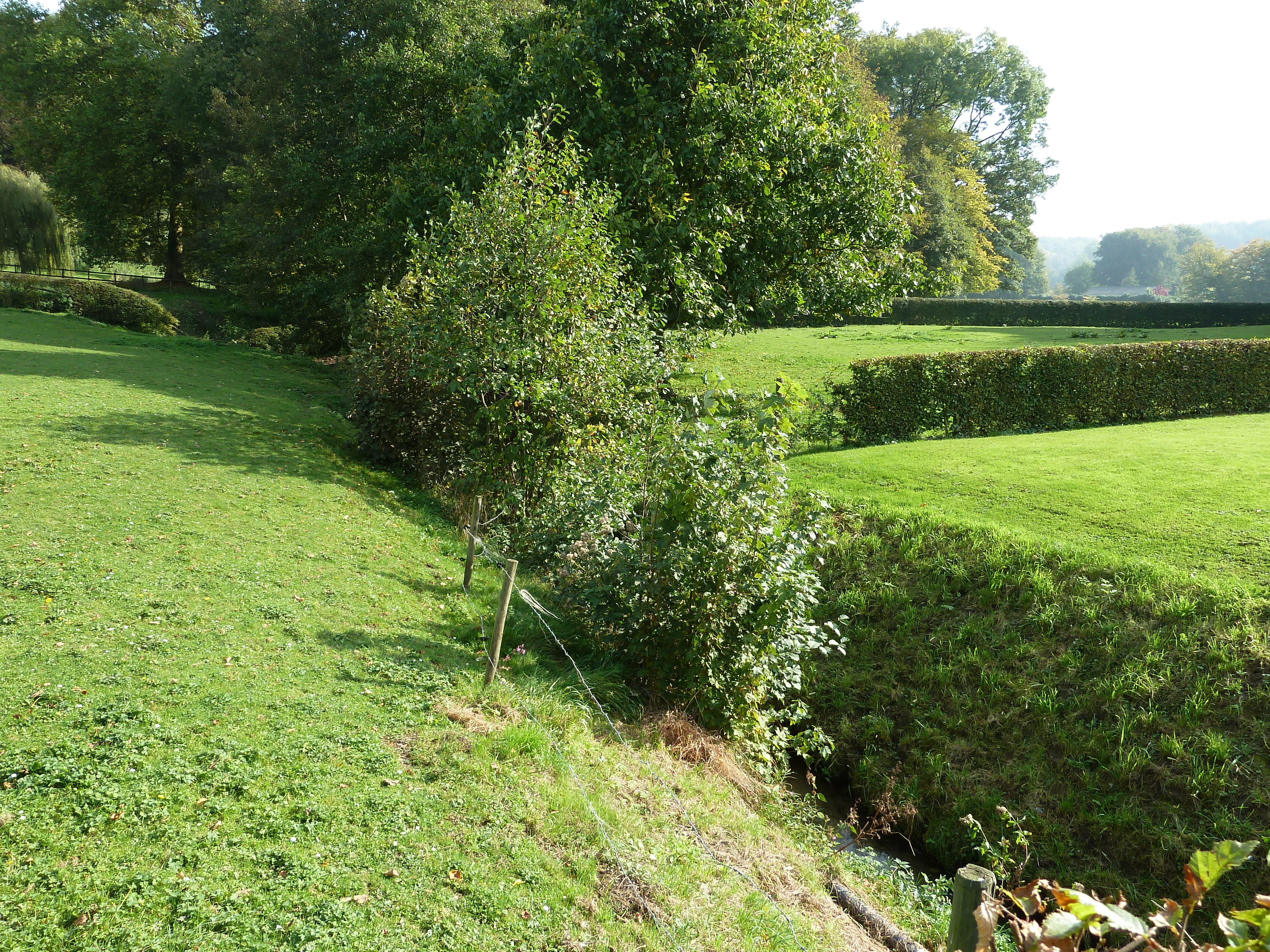
De Noor voor de molen
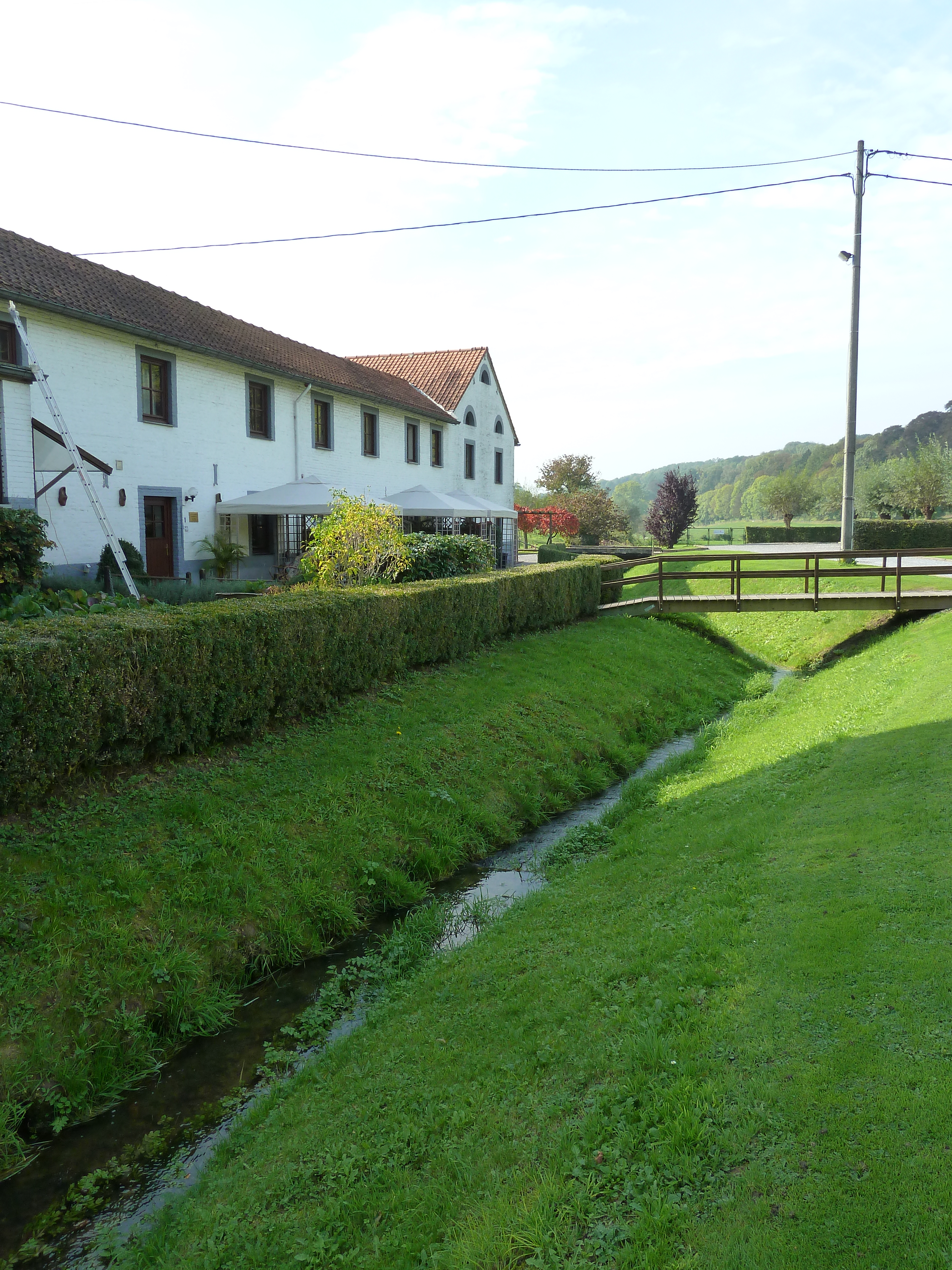
De Noor langs de molen